# Erythronium

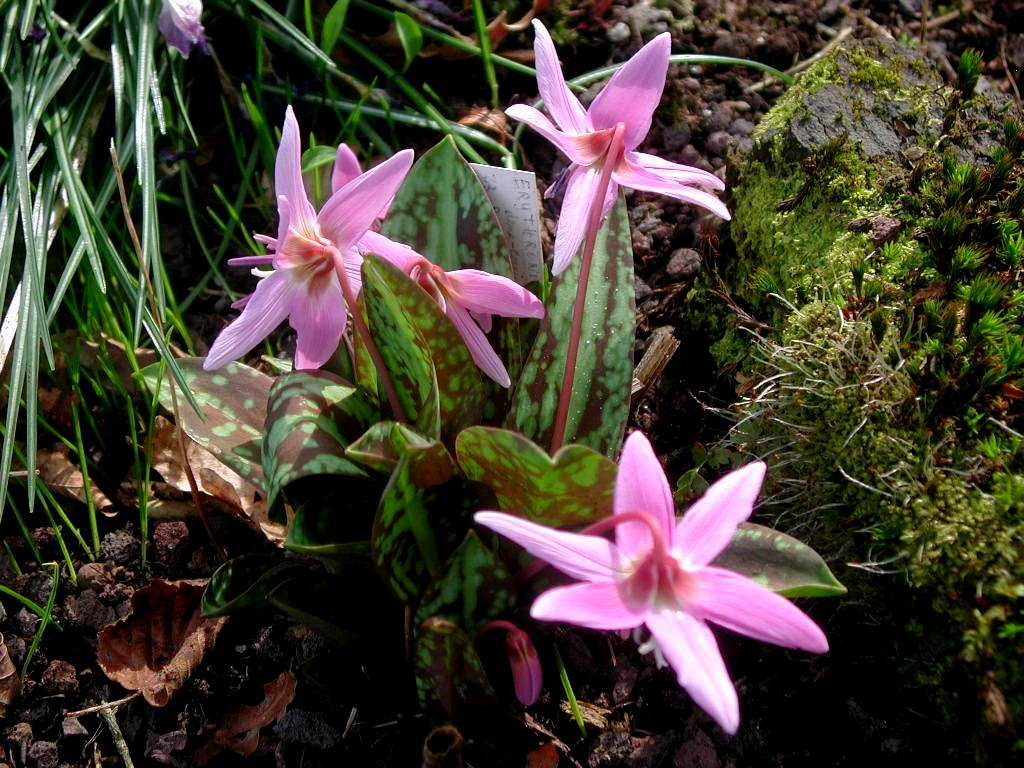
Erythronium dens-canis.

Erythronium L. é um género botânico pertencente à família Liliaceae. É uma planta perene nativa das florestas e campos das regiões temperadas do Hemisfério Norte. A maioria das espécies tem o seu habitat na América do Norte, a Erythronium dens-canis que é nativa da Europa e outras poucas espécies são encontradas na Ásia.

## Espécies
São 27 as espécies registradas oficialmente 
| - Erythronium albidum Nutt. - Erythronium americanum Ker Gawl. - Erythronium californicum Purdy - Erythronium caucasicum Woronow - Erythronium citrinum S.Watson - Erythronium dens-canis L. - Erythronium elegans P.C.Hammond & K.L.Chambers - Erythronium grandiflorum Pursh - Erythronium helenae Applegate - Erythronium hendersonii S.Watson - Erythronium japonicum Decne. - Erythronium klamathense Applegate - Erythronium mesochoreum Knerr - Erythronium montanum S.Watson | - Erythronium multiscapideum (Kellogg) A.Nelson & P.B.Kenn. - Erythronium oregonum Applegate - Erythronium pluriflorum Shevock, Bartel & G.A.Allen - Erythronium propullans A.Gray - Erythronium purpurascens S.Watson - Erythronium pusaterii (Munz & J.T.Howell) Shevock, Bartel & G.A.Allen - Erythronium quinaultense G.A.Allen - Erythronium revolutum Sm. - Erythronium rostratum W.Wolf - Erythronium sibiricum (Fisch. & C.A.Mey.) Krylov - Erythronium taylorii Shevock & G.A.Allen - Erythronium tuolumnense Applegate - Erythronium umbilicatum C.R.Parks & Hardin |

- Lista completa, incluindo sub-espécies, PPP-Index, Verlag Eugen Ulmer, Stuttgart.

## Classificação do gênero
| Sistema | Classificação                     | Referência               |
| ------- | --------------------------------- | ------------------------ |
| Linné   | Classe Hexandria, ordem Monogynia | Species plantarum (1753) |